# Język rosyjski
Język rosyjski (ros. русский язык, russkij jazyk; dawniej też: język wielkoruski) – język z grupy wschodniosłowiańskiej, będący urzędowym w Rosji, Kirgistanie, Kazachstanie i na Białorusi, a także jednym z pięciu języków oficjalnych i jednocześnie jednym z sześciu języków konferencyjnych Organizacji Narodów Zjednoczonych. Posługuje się nim jako pierwszym językiem około 160 mln ludzi, a ogółem (według różnych źródeł) 260 mln. Zapisuje się cyrylicą, którą niejednokrotnie upraszczano na skutek reform ortograficznych.
W czasach ZSRR język rosyjski był nauczany obowiązkowo we wszystkich krajach Układu Warszawskiego. Współcześnie stracił tam na znaczeniu ze względu na wyparcie go ze szkół przez języki Europy Zachodniej (głównie angielski i niemiecki), utratę znaczenia obszarów rosyjskojęzycznych pod względem gospodarczym, kulturowym, naukowym i militarnym oraz poprzez rządowe akcje skierowane przeciw używaniu języka rosyjskiego (kraje bałtyckie, Ukraina, Gruzja). Mimo to według badań Eurostatu jest to wciąż jeden z najpopularniejszych języków obcych znanych Polakom.
Język rosyjski używany jest również w krajach, w których nie ma statusu oficjalnego. Są to: Ukraina, Stany Zjednoczone, Łotwa, Izrael, Uzbekistan, Brazylia, Mołdawia, Kanada, Estonia, Litwa, Niemcy, Azerbejdżan, Armenia, Turkmenistan, Tadżykistan, Grecja, Australia, Rumunia, Finlandia i Polska.

## Liczba mówiących
Język rosyjski jako język ojczysty jest rozpowszechniony wśród etnicznych Rosjan oraz licznych narodowości dawnego Związku Radzieckiego, które zaznały rusyfikacji na poziomie językowym. Jako drugi język rosyjski stosowany jest też głównie na terytorium dawnego ZSRR oraz w licznych skupiskach emigrantów poza jego terytorium. W krajach dawnego RWPG język rosyjski był powszechnie nauczany w szkołach w latach 1950–1990, ale obecnie znajomość języka rosyjskiego w tych krajach zanika.
W Rosji (według spisu ludności) w 2010 roku było 137,5 mln osób mówiących po rosyjsku (92,2% ludności).
Na Ukrainie (według spisu ludności) w 2001 roku dla 14,3 mln osób (29,6%) rosyjski był językiem ojczystym, a dla 17,2 mln osób stanowił drugi język, co daje łącznie 31,5 mln osób (65,3% ludności) mówiących po rosyjsku.
W Kazachstanie (według spisu ludności) w 2009 roku było 11,4 mln osób mówiących po rosyjsku (71,2% ludności).
Na Białorusi (według spisu ludności) w 2009 roku dla 3,9 mln rosyjski był językiem ojczystym, 6,7 mln osób (70,5% ludności) posługiwała się rosyjskim w domu.
Ponadto kilka milionów osób posługujących się językiem rosyjskim mieszka w krajach bałtyckich, Mołdawii, krajach zakaukaskich, Kirgistanie i innych krajach Azji Środkowej.

## Alfabet
Od 1918 r. alfabet rosyjski składa się z 33 liter, choć litera ё często jest zastępowana przez е.
| Litery drukowane | Nazwa litery      | Polski odpowiednik etymologiczny i w transkrypcji | Nazwa (według polskiej fonetyki) | Wymowa (według polskiej fonetyki) |
| ---------------- | ----------------- | ------------------------------------------------- | -------------------------------- | --------------------------------- |
| А а              | а                 | a                                                 | a                                | a                                 |
| Б б              | бэ                | b                                                 | be                               | b                                 |
| В в              | вэ                | w                                                 | we                               | w                                 |
| Г г              | гэ                | g                                                 | ge                               | g                                 |
| Д д              | дэ                | d                                                 | de                               | d                                 |
| Е е              | йэ                | je, -ie*                                          | je                               | je                                |
| Ё ё              | йо                | jo, -io*                                          | jo                               | jo                                |
| Ж ж              | жэ                | ż                                                 | że                               | ż                                 |
| З з              | зэ                | z                                                 | ze                               | z                                 |
| И и              | и                 | i*                                                | i                                | i                                 |
| Й й              | и краткое         | j                                                 | i kratkoje                       | j                                 |
| К к              | ка                | k                                                 | ka                               | k                                 |
| Л л              | эль               | ł/l*                                              | el/eł                            | ł/l                               |
| М м              | эм                | m                                                 | em                               | m                                 |
| Н н              | эн                | n                                                 | en                               | n                                 |
| О о              | о                 | o                                                 | o                                | o                                 |
| П п              | пэ                | p                                                 | pe                               | p                                 |
| Р р              | эр                | r                                                 | er                               | r                                 |
| С с              | эс                | s                                                 | es                               | s                                 |
| Т т              | тэ                | t                                                 | te                               | t                                 |
| У у              | у                 | u                                                 | u                                | u                                 |
| Ф ф              | эф                | f                                                 | ef                               | f                                 |
| Х х              | ха                | ch                                                | cha                              | ch                                |
| Ц ц              | цэ                | c                                                 | ce                               | c                                 |
| Ч ч              | чe                | cz                                                | cie                              | ć                                 |
| Ш ш              | ша                | sz                                                | sza                              | sz                                |
| Щ щ              | ща                | szcz                                              | śa                               | ś                                 |
| Ъ ъ              | твёрдый знак      | *                                                 | twiordyj znak                    | *                                 |
| Ы ы              | ы                 | y                                                 | y                                | y                                 |
| Ь ь              | мягкий знак       | ´*                                                | miagkij znak                     | ´*                                |
| Э э              | э lub э оборотное | e                                                 | e lub e oborotnoje               | e                                 |
| Ю ю              | йу                | ju, -iu*                                          | ju                               | ju                                |
| Я я              | йа                | ja, -ia*                                          | ja                               | ja                                |

Litery э i я zostały wprowadzone w 1710, й w 1735, a ё w 1797, ale były uznawane za warianty innych liter aniżeli za pełnoprawne litery (я jest innym kształtem litery ѧ). Oficjalny kształt liter został zatwierdzony w 1708. Modyfikacje alfabetu objęły też wykreślenie niektórych liter. Były to: i (Ii), iżyca (Ѵѵ), fita (Ѳѳ), omega (Ѡѡ), zieło (Ѕѕ), ksi (Ѯѯ), psi (Ѱѱ), jusy (Ѧѧ, Ѩѩ, Ѫѫ, Ѭѭ) i jać (Ѣѣ).
Litera ё jest używana w ograniczonym stopniu, występuje w słownikach, książkach dla dzieci, podręcznikach dla uczących się rosyjskiego oraz niekiedy w nazwach towarowych albo kiedy trzeba rozróżnić sens: все – всё (wszyscy – wszystko), небо – нёбо (niebo – podniebienie). Zazwyczaj zapisywana jest jako е (np. Алла Пугачёва jest zapisywana jako Алла Пугачева). W treści artykułów rosyjskiej Wikipedii litera ё jest zawsze używana.
Litera ъ w latach 20. i 30. była zastępowana apostrofem. Obecnie taki sposób oddawania litery ъ można spotkać w rękopisach osób starszych.
Znak akcentu rzadko jest stosowany w piśmie: występuje w słownikach i niektórych podręcznikach języka rosyjskiego. Stosunkowo rzadkie są przykłady słów nieróżniących się pisownią, lecz posiadających różne znaczenie i akcent: słowo „временная” w zależności od akcentu znaczy „tymczasowa” („вре́менная”) lub „czasowa” („временна́я”); „самой красивой” będzie tłumaczone jako „samej pięknej” („само́й красивой”) lub „najpiękniejszej” („са́мой красивой”).

## Transkrypcja alfabetu rosyjskiego na alfabet polski
Transkrypcja – sposób konwersji pisma – polega na przybliżonym, możliwie wiernym zastąpieniu dźwięków mowy oznaczanych za pomocą jednego alfabetu znakami innego alfabetu.
| Transkrypcja alfabetu rosyjskiego na alfabet polski                                      | Transkrypcja alfabetu rosyjskiego na alfabet polski                                         | Transkrypcja alfabetu rosyjskiego na alfabet polski | Transkrypcja alfabetu rosyjskiego na alfabet polski | Transkrypcja alfabetu rosyjskiego na alfabet polski |
| Litera rosyjska                                                                          | Uwagi                                                                                       | Transkrypcja na alfabet polski                      | Przykłady                                           | Przykłady                                           |
| Litera rosyjska                                                                          | Uwagi                                                                                       | Transkrypcja na alfabet polski                      | zapis wyrazu w alfabecie rosyjskim                  | transkrypcja na alfabet polski                      |
| ---------------------------------------------------------------------------------------- | ------------------------------------------------------------------------------------------- | --------------------------------------------------- | --------------------------------------------------- | --------------------------------------------------- |
| а                                                                                        |                                                                                             | a                                                   | мама, Анна                                          | mama, Anna                                          |
| б                                                                                        |                                                                                             | b                                                   | бас, дуб                                            | bas, dub                                            |
| в                                                                                        |                                                                                             | w                                                   | вино, Вера, вы                                      | wino, Wiera, wy                                     |
| г                                                                                        |                                                                                             |                                                     |                                                     |                                                     |
|                                                                                          | g                                                                                           | гитара, сдвиг                                       | gitara, sdwig                                       |                                                     |
| w końcówkach -ого, -его wymawia się jak „w”                                              | g                                                                                           | ничего, его                                         | niczego, jego                                       |                                                     |
| д                                                                                        |                                                                                             | d                                                   | дар, под                                            | dar, pod                                            |
| е                                                                                        |                                                                                             |                                                     |                                                     |                                                     |
| na początku wyrazu, po samogłoskach i po ъ, ь                                            | je                                                                                          | ель, Елена, затишье                                 | jel, Jelena, zatiszje                               |                                                     |
| po й, ж, л, ш, ч, щ, ц i po innych spółgłoskach w niektórych wyrazach obcego pochodzenia | e                                                                                           | Фойе, шершень, цель                                 | Foje, szerszeń, cel                                 |                                                     |
| po wszystkich innych spółgłoskach                                                        | ie                                                                                          | белый, сено, весна                                  | biełyj, sieno, wiesna                               |                                                     |
| ё                                                                                        |                                                                                             |                                                     |                                                     |                                                     |
| na początku wyrazu, po samogłoskach i po ъ, ь                                            | jo                                                                                          | ёлка, ёрш, ёж                                       | jołka, jorsz, joż                                   |                                                     |
| po л, ж, ш, ч, щ                                                                         | o                                                                                           | полёт, жёлтый, шёлк                                 | polot, żołtyj, szołk                                |                                                     |
| po wszystkich innych spółgłoskach                                                        | io                                                                                          | орёл, Семён                                         | orioł, Siemion                                      |                                                     |
| ж                                                                                        |                                                                                             | ż                                                   | жарко, пляж                                         | żarko, plaż                                         |
| з                                                                                        |                                                                                             | z                                                   | зуб, Зинаида                                        | zub, Zinaida                                        |
| и                                                                                        |                                                                                             |                                                     |                                                     |                                                     |
| na początku wyrazu, po spółgłoskach (z wyjątkiem ж, ш, ц)                                | i                                                                                           | лиса, чиж                                           | lisa, cziż                                          |                                                     |
| po ь                                                                                     | ji                                                                                          | воробьи, соловьи                                    | worobji, sołowji                                    |                                                     |
| po ж, ш, ц                                                                               | y                                                                                           | шина, цитата                                        | szyna, cytata                                       |                                                     |
| й                                                                                        |                                                                                             | j                                                   | рай, тайга                                          | raj, tajga                                          |
| к                                                                                        |                                                                                             | k                                                   | курица, Курск                                       | kurica, Kursk                                       |
| л                                                                                        |                                                                                             |                                                     |                                                     |                                                     |
| przed е, ё, я, ю, и, ь                                                                   | l                                                                                           | клякса, ключ                                        | klaksa, klucz                                       |                                                     |
| przed spółgłoskami, przed samogłoskami а, о, у, ы oraz na końcu wyrazu                   | ł                                                                                           | ладья, плов, залп                                   | ładja, płow, załp                                   |                                                     |
| м                                                                                        |                                                                                             | m                                                   | мимо, мама                                          | mimo, mama                                          |
| н                                                                                        |                                                                                             | n                                                   | нитка, нарзан                                       | nitka, narzan                                       |
| о                                                                                        | zarówno akcentowane „o”, które wymawia się jak „o”, tak i nieakcentowane, wymawiane jak „a” | o                                                   | молоко, она                                         | mołoko, ona                                         |
| п                                                                                        |                                                                                             | p                                                   | папа, пёс                                           | papa, pios                                          |
| р                                                                                        |                                                                                             | r                                                   | рак, лира                                           | rak, lira                                           |
| с                                                                                        |                                                                                             | s                                                   | сосуд, лес                                          | sosud, les                                          |
| т                                                                                        |                                                                                             | t                                                   | топот, тесто                                        | topot, tiesto                                       |
| у                                                                                        |                                                                                             | u                                                   | урна, куда                                          | urna, kuda                                          |
| ф                                                                                        |                                                                                             | f                                                   | филин, фанфары                                      | filin, fanfary                                      |
| х                                                                                        |                                                                                             | ch                                                  | худой, хитрый                                       | chudoj, chitryj                                     |
| ц                                                                                        |                                                                                             | c                                                   | цифра, цыган                                        | cyfra, cygan                                        |
| ч                                                                                        | litera ч w języku rosyjskim jest miękka i brzmi podobnie jak polskie „ć”                    | cz                                                  | час, речь                                           | czas, riecz                                         |
| ш                                                                                        |                                                                                             | sz                                                  | тушёнка, наотмашь, парашют                          | tuszonka, naotmasz, parasziut                       |
| щ                                                                                        | щ podobnie jak litera ч brzmi miękko i przypomina dźwięk „ś” w języku polskim               | szcz                                                | роща, помощь                                        | roszcza, pomoszcz                                   |
| ъ                                                                                        | jest pomijany podczas transkrypcji                                                          |                                                     | подъём, объём                                       | podjom, objom                                       |
| ы                                                                                        |                                                                                             | y                                                   | быт, сытый                                          | byt, sytyj                                          |
| ь                                                                                        |                                                                                             |                                                     |                                                     |                                                     |
| oddaje się przez znak zmiękczenia ´ (nie apostrof’)                                      | ´                                                                                           | быть, тетрадь, тень                                 | byt´, tietrad´, tień                                |                                                     |
| pomijany, gdy występuje po л, ж, ш, ч, щ oraz przed samogłoską                           |                                                                                             | боль, мышь, ладья                                   | bol, mysz, ładja                                    |                                                     |
| э                                                                                        |                                                                                             | e                                                   | эталон, эхо                                         | etałon, echo                                        |
| ю                                                                                        |                                                                                             |                                                     |                                                     |                                                     |
| na początku wyrazu, po samogłoskach i po ъ, ь                                            | ju                                                                                          | юг, пью, адъютант                                   | jug, pju, adjutant                                  |                                                     |
| po л                                                                                     | u                                                                                           | любовь, лютня                                       | lubow´, lutnia                                      |                                                     |
| po innych spółgłoskach                                                                   | iu                                                                                          | сюда, тюльпан                                       | siuda, tiulpan                                      |                                                     |
| я                                                                                        |                                                                                             |                                                     |                                                     |                                                     |
| na początku wyrazu oraz po samogłoskach i po ь, ъ                                        | ja                                                                                          | январь, рьяный                                      | janwar´, rjanyj                                     |                                                     |
| po л                                                                                     | a                                                                                           | пуля, слякоть                                       | pula, slakot´                                       |                                                     |
| po innych spółgłoskach                                                                   | ia                                                                                          | пряжа, пять                                         | priaża, piat´                                       |                                                     |

## Wymowa
Pewne cechy wymowy rosyjskiej nie są uwzględniane w transkrypcji:
- О nieakcentowane wymawia się niemal jak /a/, np.: вода́ (woda) – /wa|da/, коро́ва (korowa) – /ka|rowə/, пу́сто (pusto) – /|pustə/.
- Nieakcentowane е i я (oraz а po ч, щ) wymawia się pośrednio między /e/ i /i/ (/ɪ/), np. весна́ (wiesna) – /wi|sna/, пятно́ (piatno) – /pi|tno/, часы́ (czasy) – /czisy/.
- Rosyjskie miękkie s´, z´ są mniej miękkie od polskich ś, ź, brzmią trochę jak sj, zj w jednej głosce. Połączenia си, зи należy więc wymawiać możliwie twardo, jak w sinus, rozindyczyć.
- Ч, щ są zawsze miękkie. (Ж, ш, ц są zawsze twarde.) Brzmią jak polskie ć i ś. Щ można też wymawiać jako podwójne miękkie sz.
- Rosyjskie l jest zawsze miękkie. Brzmi pośrednio między l i j. Przy jego wymowie należy przybliżyć całą przednią i środkową część języka do podniebienia. Rosyjskie ли wymawiamy jak polskie li.
- Natomiast rosyjskie ł odpowiada polskiemu ł scenicznemu (czyli jest bardziej podobne do l od polskiego potocznego ł, tzn. u niezgłoskotwórczego). Przy jego wymowie należy trzymać prawie cały język nisko i tylko jego czubkiem dotykać do zębów. Zmiękczanie л jest więc w zasadzie regularne.
- W rosyjskim в po bezdźwięcznych wymawiamy jak polskie w (a nie f). Твой należy więc wymawiać wyraźnie /twoj/.
- Połączenia -тся, -ться w zakończeniach czasowników zwrotnych wymawia się jak /-csa/.
- Г w końcówkach dopełniacza -ого, -его wymawia się jak polskie w, np. до́брого (dobrogo) – /|dobrawa/, дре́внего (driewniego) – /|dr´ewniwə/
- Wyrazy что, что́бы (czto, cztoby) wymawia się jak /szto/, /|sztoby/.

| litery | morfonemy | fonemy             | Pod akcentem          | Pod akcentem           | w nagłosie słowa bez akcentu | W pierwszej sylabie przed akcentem        | W pierwszej sylabie przed akcentem | W pierwszej sylabie przed akcentem | W pozostałych nieakcentowanych sylabach | W pozostałych nieakcentowanych sylabach |
| litery | morfonemy | fonemy             | po twardej spółgłosce | po miękkiej spółgłosce | w nagłosie słowa bez akcentu | po podwójnych twardych spółgłoskach i /ц/ | po /ж/, /ш/                        | po miękkich spółgłoskach           | po twardych spółgłoskach                | po miękkich spółgłoskach                |
| ------ | --------- | ------------------ | --------------------- | ---------------------- | ---------------------------- | ----------------------------------------- | ---------------------------------- | ---------------------------------- | --------------------------------------- | --------------------------------------- |
| и, ы   | \|i\|     | /i/, /ɨ/           | [ɨ]                   | [i]                    | [ɪ], [ɨ̞]                     | [ɨ̞]                                       | [ɨ̞]                                | [ɪ] ([ие])                         | [ɨ̞]                                     | [ɪ] ([ь])                               |
| е, э   | \|e\|     | /e/, /i/, /ɨ/, /a/ | [ɛ]                   | [e]                    | [ɨ̞]                          | [ɨ̞] ~ [ɘ]                                 | [ɨ̞]                                | [ɪ] ([ие])                         | [ə]                                     | [ɪ] ([ь])                               |
| а, я   | \|a\|     | /a/, /i/           | [a]                   | [æ]                    | [ɐ]                          | [ɐ]                                       | [ɐ]                                | [ɪ] ([ие])                         | [ə]                                     | [ɪ], [ə]                                |
| о, ё   | \|o\|     | /a/, /i/, /ɨ/      | [o]                   | [ɵ]                    | [ɐ]                          | [ɐ]                                       | [ɨ̞]                                | [ɪ] ([ие])                         | [ə]                                     | [ɪ] ([ь])                               |
| у, ю   | \|u\|     | /u/                | [u]                   | [ʉ]                    | [u]                          | [ʊ]                                       | [ʊ]                                | [ʉ̞]                                | [ʊ]                                     | [ʉ̞]                                     |

## Klasyfikacja
Rosyjski jest językiem wschodniosłowiańskim. Najbliższymi językami pokrewnymi są białoruski i ukraiński, również należące do tej grupy języków.
Na podstawowe słownictwo, zasady słowotwórstwa oraz – do pewnego stopnia – odmiany i styl literacki rosyjskiego miał wpływ język cerkiewnosłowiański, który wywodzi się z języka staro-cerkiewno-słowiańskiego, stworzonego na podstawie słowiańskich gwar okolic dzisiejszych Salonik z IX wieku, które należały do południowosłowiańskiej grupy. Wiele słów współczesnego rosyjskiego jest bliższych w formie współczesnemu bułgarskiemu niż ukraińskiemu czy białoruskiemu. Jednak w niektórych dialektach zachowały się formy wschodniosłowiańskie. W pewnych przypadkach stosowane są obydwie formy – wschodniosłowiańska i cerkiewnosłowiańska – z niewielkimi różnicami znaczeniowymi. Przykład: глава, głowa – szef; голова, głowa – część ciała. Również końcówki imiesłowów przymiotnikowych czasu teraźniejszego typu -ущий (-uszczij – polskie -ący) jest śladem wpływów cerkiewnosłowiańskich. Gwarowa końcówka -учий (-uczij) jest wynikiem zwykłego dla języków wschodniosłowiańskich rozwoju grupy tj.

## Powstanie i rozwój
Język rosyjski powstał z języka prasłowiańskiego. Poniżej przedstawiono historię języka rosyjskiego w porównaniu z historią języka polskiego (zastosowano transkrypcję):
Język rosyjski należy do grupy wschodniej, z czym wiążą się już pewne różnice:
- grupy typu TorT (grupy spółgłoskowo-samogłoskowe, w których „T” oznacza dowolną spółgłoskę) przeszły w ToroT, a nie w TroT
korva > korova > корова (korowa – pol. krowa < krova)
melko > moloko > молоко (mołoko – pol. mleko < mleko)
  - grupy typu orT- rozwinęły się jak w grupie zachodniej
olketь > loketь > локоть (łokot´ – pol. łokieć)
ordlo > ralo > рало (rało – pol. radło < radlo)
- druga palatalizacja dotyczyła też grup typu kvě, gvě, które dały grupy typu c´vě (цве – cwie), z´vě (зве – zwie)
květъ > c´větъ > цвет (cwiet – pol. kwiat)
gvězda > z´vězda > звезда (zwiezda – pol. gwiazda)
- połączenia tj, dj dały č, ž (ч, ж – cz, ż) zamiast c, dz
vidją > vižą > вижу (wiżu – pol. widzę < vidz´ą)
- grupy tl, dl uprościły się do l (ł)
mydlo > mylo > мыло (myło – pol. mydło)

Ponadto:
- ždž > zż
vyjěždžatь > выезжать (wyjezżat´ – pol. wyjeżdżać – ždž < zdj)
moždžьčьkъ > мозжечок (mozżeczok – pol. móżdżek („móżdżeczek”) – ždž < zg´)
- Brak prelabializacji ą. Np.:
ąglь > уголь (ugol – pol. węgiel < vąglь)
- Zmiękczenie spółgłosek przed samogłoskami szeregu przedniego: i, ь, e, ę, ě zaszło konsekwentnie, jak w polskim. Np.:
sę > ся (sia – pol. się)
- Przegłos lechicki nie zaszedł. Za to akcentowane ´e przeszło zwykle w ´o (nie dotyczy jaci) Np.:
nesą > несу́ (nie|su – pol. niosę)
nesešь > несёшь (nie|siosz – pol. niesiesz)
pьsъ > пёс (pios – pol. pies)
čr´nъjь > чёрный (|czornyj – pol. czarny)
ale
bělъjь > бе́лый (|biełyj – pol. biały)

vr´ba > ве́рба (|wierba – pol. wierzba)
- Zanik jerów słabych i przemiana mocnych (twardy w o, miękki w e). Np.:
dьnь > день (dień – pol. dzień)
sъnъ > сон (son – pol. sen)
  - Nie pojawiło się e po spółgłoskach twardych, więc э to rzadka litera. Nawet w najnowszych zapożyczeniach e zmiękcza. Np.:
веб сайт (wieb sajt – ang. web site /ueb sajt/ – strona WWW)
- Nie ma śladów długich samogłosek:
bogъ > бог (bog – pol. bóg)
  - Grupy typu ojo ulegały ściąganiu rzadziej niż w polskim:

dobraja > добрая (dobraja – pol. dobra)
  - W szczególności grupy typu oje dały o, a nie e:

starajego > старого (starogo – pol. starego)
- Zanik nosowości (denazalizacja): ą > u, ę > ä > a
dąbъ > дуб (dub – pol. dąb)
tęžьkъjь > тяжкий (tiażkij – pol. ciężki)
- Rozwój sonantów był raczej prosty.
  - r > or
trgъ > торг (torg – pol. targ)
  - r´ > ´er
zr´no > зерно (zierno – pol. ziarno)
  - l, l´ > oł
dl´gъjь > долгий (dołgij – pol. długi)
plkъ > полк (połk – pol. pułk)f
vl´kъ > волк (wołk – pol. wilk)
    - Grupy ir przetrwały
vytirati > вытирать (wytirat´ – pol. wycierać)
- Proces analogiczny do czwartej palatalizacji ky, gy, xy > ki, gi, chi. Np.:
muxy > мухи (muchi – pol. muchy)
maky > маки (maki – pol. maki)
  - W deklinacji druga palatalizacja się cofnęła.

mus´ě > мухе (muchie – pol. (o) musze)
mac´ě > маке (makie – pol. (o) maku)
ale c´ělъjь > целый (cełyj – pol. cały)
- Wzmocnienie i przejście miękkości nie zaszło
gostь > гость (gost´ – pol. gość)
- Zanik miękkości
  - š, ž, c´ (d)z´ straciły miekkość (proces nieuwzględniony w pisowni, ale w transkrypcji już tak, nie dotyczy č)
šiti > шить (szyt´ – pol. szyć)
  - inne tylko czasem przed spółgłoskami
goląbь > голубь (gołub´ – pol. gołąb)
pьsa > пса (psa – pol. psa)
- ji > i (przynajmniej w pisowni i wymowie starannej)
dojiti > доить (doit´ – pol. doić)
jixъ > их (ich – pol. ich)
- l > ł (przedniojęzykowo-zębowe – w zasadzie wymowa prasłowiańskiego twardego l, brak wałczenia)
lodъka > лодка (łodka – pol. łódka /uutka/)

Zachował się akcent ruchomy.

## Dialekty

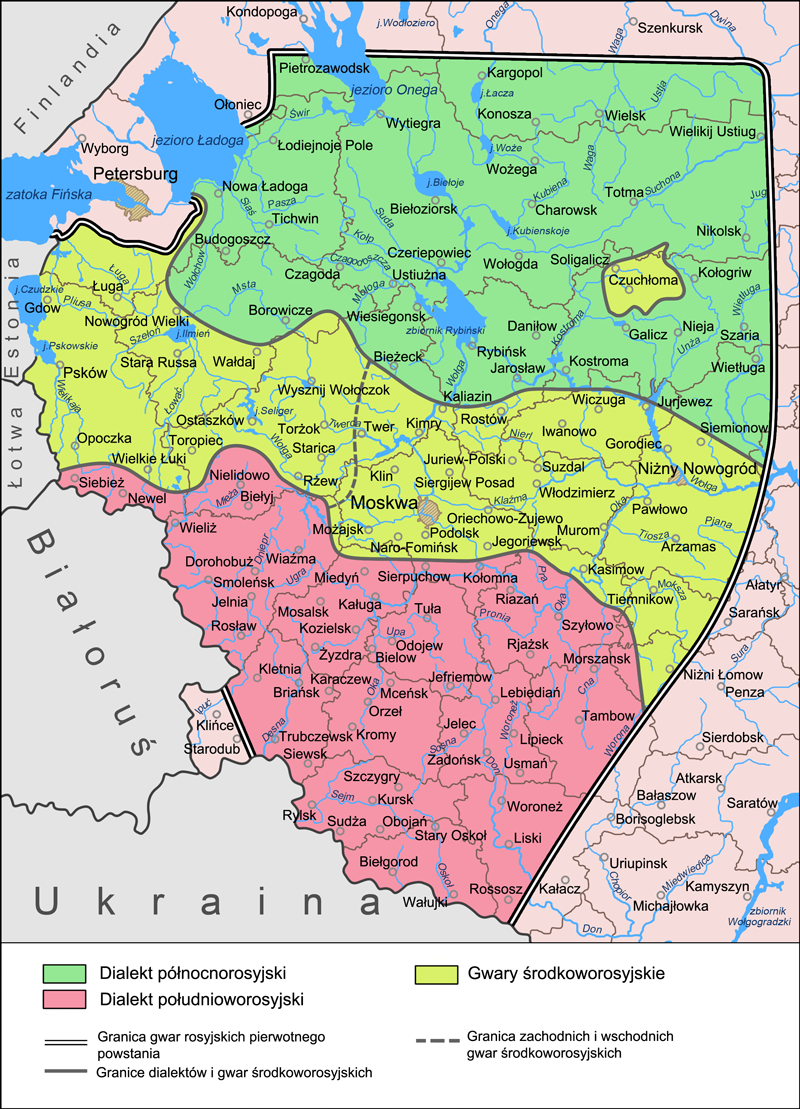
Dialekty języka rosyjskiego

Wyróżnia się trzy grupy dialektów rosyjskich (patrz mapa po prawej):
- Północne – Charakteryzują się okaniem (czyli brakiem zlania się nieakcentowanych o i a w jedną głoskę) oraz wymową g jako g, (np. nogá). Na większości ich obszaru występuje również cakanie (zlanie się fonemów c i č w jeden, rozmaicie wymawiany: c, c´ lub č). Cechą występującą jedynie szczątkowo w niektórych gwarach, ale ważną z punktu widzienia językoznawstwa historyczno-porównawczego są ślady przejścia prasłowiańskich zbitek tl, dl w kl, gl. Cała reszta wschodniosłowiańszczyzny uprościła te grupy do l.
- Południowe – W porównaniu do gwar północnorosyjskich są dużo bardziej różnorodne. Można wśród nich wyróżnić trzy główne podgrupy: zachodnią (kursko-orłowską), wschodnią (riazańsko-tambowską) i północną (tulską). Charakteryzują się różnymi postaciami akania (zlewania się o i a w sylabach nieakcentowanych) i innych rodzajów redukcji samogłosek, oraz frykatywizacją g w γ (np. naγá) podobnie jak w języku białoruskim, z którym to te gwary płynnie się łączą. Inną ważną cechą jest wymowa zmiękczonego ḱ po spółgłoskach miękkich przedniojęzykowych oraz j (np. váńḱa zamiast vańka).
- Przejściowe, czyli środkoworosyjskie – Mieszają się w nich wpływy północne i południowe. Właściwości wspólne z narzeczem północnym są na ich obszarze zwykle starsze, więc przyjmuje się, że gwary te powstały przez rozszerzenie się wpływu dialektów południowych na podłoże dialektów północnych. Występuje tu akanie tak jak na południu, ale wymowa g jako g jak na północy. W pasie gwar przejściowych znajduje się Moskwa, przez co najbliżej im do rosyjskiego języka literackiego.

## Język literacki
Historię rosyjskiego języka literackiego dzieli się umownie na trzy okresy:
- okres staroruski (XI–XIV / XVI wiek), w którym powstała literatura ruska i następnie rozwijała się odmiennie w różnych częściach Rusi na skutek rozbicia dzielnicowego kraju. Największy wpływ na rozwój języka rosyjskiego wywarła północno-wschodnia część kraju (księstwa: Włodzimierskie, Suzdalskie, Rostowskie, Moskiewskie, Białojezierskie, Twerskie, Muromskie i inne).
- okres zjednoczeniowy (XVI–XVIII wiek), zwany również „okresem moskiewskim”, w którym aspiracje zjednoczeniowe Księstwa Moskiewskiego doprowadziły do odbudowy ponadlokalnej, ogólnoruskiej literatury. W okresie tym zanikła literatura ruska w Wielkim Księstwie Litewskim, ustępując polskiemu językowi literackiemu.
- okres nowożytny (od przełomu XVIII i XIX wieku), w którym rosyjski język literacki się ostatecznie ukształtował.

Język rosyjski, podobnie jak większość języków europejskich, ulegał silnym wpływom innych języków. Były to kolejno: staronordyjski, staro-cerkiewno-słowiański, greka, tatarski, polski, niemiecki, francuski i współcześnie angielski.

## Związki językowe rosyjsko-polskie
Polski wpływ na język rosyjski został wywarty w okresie od XV do XVII wieku, kiedy język polski był jednym z głównych źródeł wyrazów europejskich i kiedy był popularny wśród inteligencji rosyjskiej. Poprzez język rosyjski polskie wyrazy weszły również do bułgarskiego. Przykładami są wyrazy Венгрия i Турция od polskiego „Węgry” i „Turcja”. W okresie tym są również widoczne wpływy rosyjskie na polszczyznę. Stosunkowo silny wpływ na język polski wywarł język rosyjski w okresie od XVIII do XX wieku. W czasach PRL z języka rosyjskiego została zaczerpnięta np. terminologia z zakresu kosmonautyki.